# JOY (工藤静香のアルバム)
『JOY』（ジョイ）は、工藤静香の3枚目のスタジオ・アルバム。1989年3月15日発売。発売元はポニーキャニオン。

## 背景
ヒット・シングル「恋一夜」を収録。シングル曲は1曲のみで、他はすべてオリジナル曲で構成されている。
2005年6月1日発売のアルバム『月影』が完成する以前、工藤の中で一番お気に入りだったアルバムが『JOY』だったとインタビューで語っている。
相川七瀬は、歌手になる影響を受けたお気に入りのアルバムと語っている。

## リリース
1989年3月15日にポニーキャニオンから、LP・CT・CD、限定盤として純金蒸着ゴールドCDの4形態で発売された。

## 記録
1989年3月27日付オリコンアルバムヒットチャートで1位を獲得した。オリジナル・アルバムとしては、『静香』（1988年7月21日）から続き2作連続で1位を獲得となった。

## 収録曲

### LP・CT
| 全作曲・編曲: 後藤次利。 |                            |           |            |      |
| #                        | タイトル                   | 作詞      | 作曲・編曲 | 時間 |
| 1.                       | 「天使みたいに踊らせて」   | 松井五郎  | 後藤次利   | 4:25 |
| 2.                       | 「とても小さな傷心」       | 松井五郎  | 後藤次利   | 3:00 |
| 3.                       | 「奇跡の肖像」             | 戸沢暢美  | 後藤次利   | 3:31 |
| 4.                       | 「宇宙の正面」             | 及川眠子  | 後藤次利   | 3:39 |
| 5.                       | 「寂しい夜には私を呼んで」 | 麻生圭子  | 後藤次利   | 4:07 |
| 合計時間:                | 合計時間:                  | 合計時間: | 18:42      |      |

| 全作曲・編曲: 後藤次利。 |                                    |            |            |      |
| #                        | タイトル                           | 作詞       | 作曲・編曲 | 時間 |
| 1.                       | 「No no no no 〜琥珀のCocktail〜」 | 田口俊     | 後藤次利   | 3:02 |
| 2.                       | 「夢うつつジェラシー」             | 戸沢暢美   | 後藤次利   | 4:14 |
| 3.                       | 「硝子のサンクチュアリ」           | 平井森太郎 | 後藤次利   | 3:52 |
| 4.                       | 「真夜中のコレクトコール」         | 三浦徳子   | 後藤次利   | 3:31 |
| 5.                       | 「恋一夜」                         | 松井五郎   | 後藤次利   | 4:31 |
| 合計時間:                | 合計時間:                          | 合計時間:  | 19:10      |      |

### CD
| 全作曲・編曲: 後藤次利。 |                                    |            |            |      |
| #                        | タイトル                           | 作詞       | 作曲・編曲 | 時間 |
| 1.                       | 「天使みたいに踊らせて」           | 松井五郎   | 後藤次利   | 4:25 |
| 2.                       | 「とても小さな傷心」               | 松井五郎   | 後藤次利   | 3:00 |
| 3.                       | 「奇跡の肖像」                     | 戸沢暢美   | 後藤次利   | 3:31 |
| 4.                       | 「宇宙の正面」                     | 及川眠子   | 後藤次利   | 3:39 |
| 5.                       | 「寂しい夜には私を呼んで」         | 麻生圭子   | 後藤次利   | 4:07 |
| 6.                       | 「No no no no 〜琥珀のCocktail〜」 | 田口俊     | 後藤次利   | 3:02 |
| 7.                       | 「夢うつつジェラシー」             | 戸沢暢美   | 後藤次利   | 4:14 |
| 8.                       | 「硝子のサンクチュアリ」           | 平井森太郎 | 後藤次利   | 3:52 |
| 9.                       | 「真夜中のコレクトコール」         | 三浦徳子   | 後藤次利   | 3:31 |
| 10.                      | 「恋一夜」                         | 松井五郎   | 後藤次利   | 4:31 |
| 合計時間:                | 合計時間:                          | 合計時間:  | 37:52      |      |

## 参加ミュージシャン
- Drums: 山木秀夫
- Bass: 後藤次利
- Guitar: 今剛, 大村憲司
- Keyboards: 門倉聡, 難波正司
- Synth. Operation: 藤井丈司, 迫田到
- Percussion & Flute: 浜口茂外也
- Sax: JAKE H. CONCEPCION
- Chorus: 坪倉唯子, 広谷順子, RAJI, 浜田良美

## 関連作品
- 奇跡の肖像
  - HARVEST
- 硝子のサンクチュアリ
  - Best of Ballade "Empathy"
  - She Best of Best
- 恋一夜
  - 恋一夜 （6th シングル）
  - HARVEST
  - unlimited
  - intimate
  - Super Best
  - Best of Ballade カレント
  - ミレニアム・ベスト
  - MYこれ!クション 工藤静香BEST
  - Shizuka Kudo 20th Anniversary the Best

"シングル・バージョン" と "2007 classical version" を収録